# Myrsäckmossa
Myrsäckmossa (Calypogeia sphagnicola) är en bladmossart som först beskrevs av Arnell et J.Perss., och fick sitt nu gällande namn av Warnst. et Loeske. Myrsäckmossa ingår i släktet säckmossor, och familjen Calypogeiaceae. Arten är reproducerande i Sverige. Inga underarter finns listade i Catalogue of Life.